# Aizoon paniculatum
Aizoon paniculatum är en isörtsväxtart som beskrevs av Carl von Linné. Aizoon paniculatum ingår i släktet Aizoon och familjen isörtsväxter. Inga underarter finns listade i Catalogue of Life.

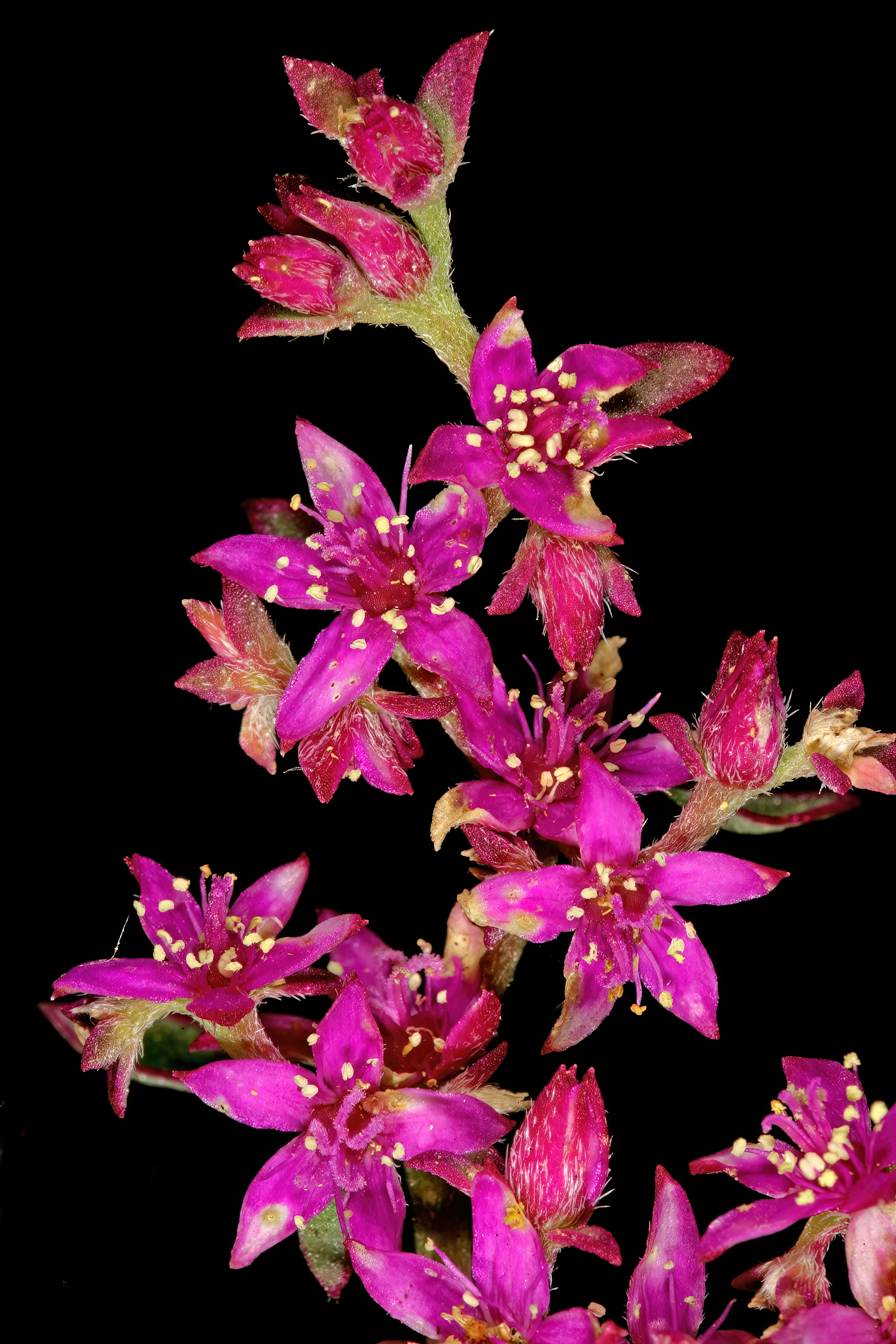
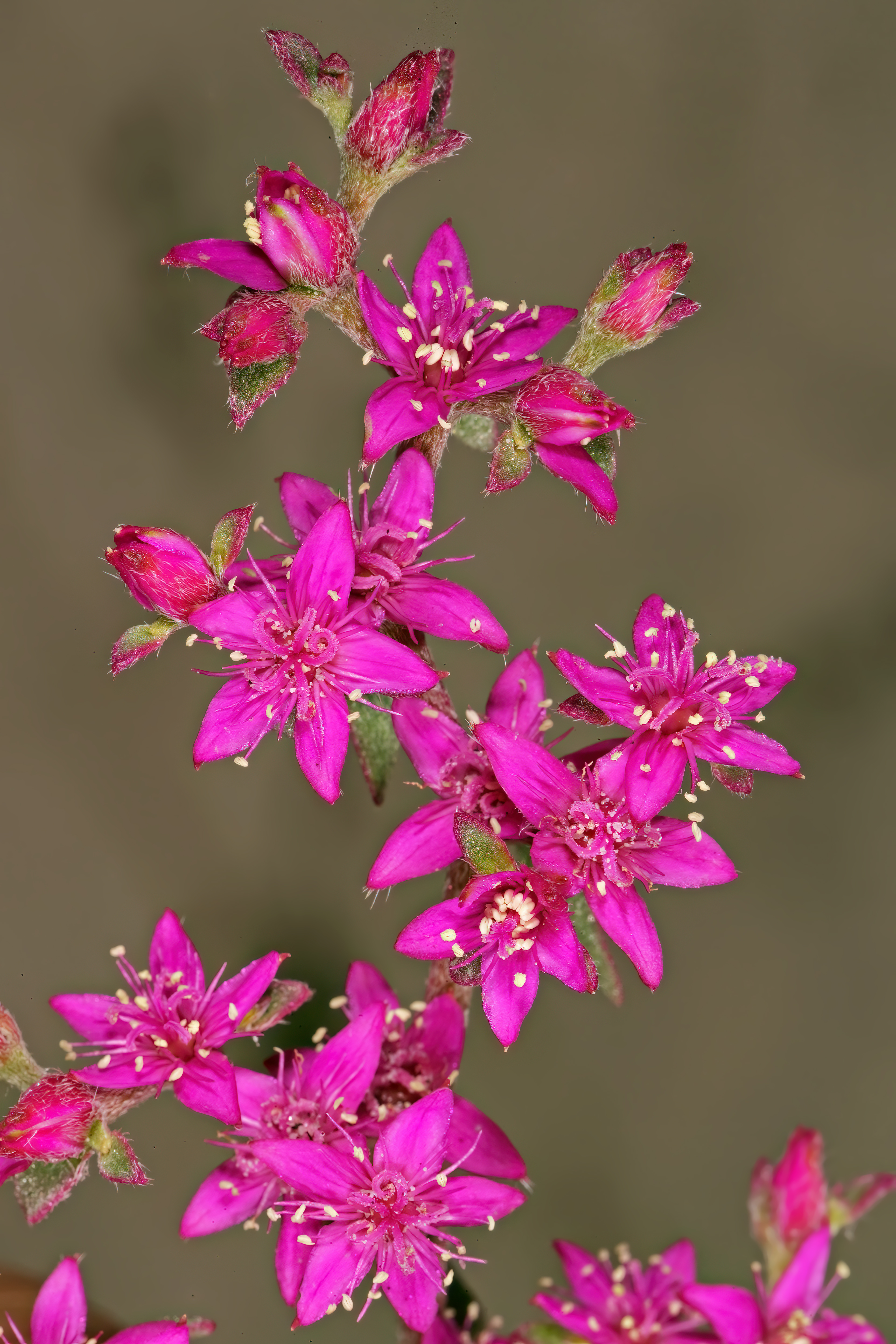